# Zuénoula (département)
Pour les articles homonymes, voir Zuénoula.
Le département de Zuénoula est un département de Côte d'Ivoire.